# Ка Бембо (Венеција)
Ка Бембо (итал. Ca' Bembo) је насеље у Италији у округу Венеција, региону Венето.
Према процени из 2011. у насељу је живело 71 становника. Насеље се налази на надморској висини од 5 м.